# Al·lucinogen
Un al·lucinogen, psiquedèlic (o psicodèlic) o psicotomimètic és un tipus de psicòtrop que indueix al·lucinacions, alteracions de les percepcions, de la coherència del pensament i de la regularitat de l'estat d'ànim, però sense confusió mental persistent o trastorns de la memòria. A més, sovint produeix una modificació del to afectiu, generalment vers l'eufòria, i a continuació un seguit d'alteracions perceptives, especialment visuals. Aquestes modificacions psíquiques són sempre transitòries i els seus efectes reversibles. Els substantius psiquedèlia o psicodèlia no es troben en les obres lexicogràfiques, però sí que hi són els adjectius corresponents psiquedèlic i psicodèlic. L
Els efectes dels al·lucinògens són clarament diferents dels estimulants com la cocaïna o les amfetamines, encara que augmenten també la vigilància o l'activitat. Normalment, els al·lucinògens no són addictius, contràriament als estimulants, però l'ús d'aquest tipus de substàncies va relacionat amb la ingesta d'altres substàncies que sí que ho són.

## Tractament en casos d'intoxicació
La intoxicació aguda per fàrmacs al·lucinògens no és molt habitual en l'actualitat i resulta estrany que es presenti sense estar associada al consum d'alcohol. Normalment els intoxicats requereixen ajuda per causa de les crisis de pànic, derivades del denominat "mal viatge" (experiència negativa i desagradable), els símptomes de la qual són l'angoixa i la depressió associades a confusió mental, al·lucinacions visuals i auditives, sensació d'incapacitat, culpabilitat i riscos de conductes agressives amb pèrdua d'autocontrol i perill de suïcidi.
En cas de «mal viatge» o efecte «el peti» s'ha d'aïllar a l'intoxicat en un lloc tranquil i poc il·luminat, evitant excessius estímuls al seu voltant. Pot ser útil una música suau. Ha d'acompanyar-li una persona que li assereni i tranquil·litzi. Se li ha d'explicar serenament que el que ocorre és la reacció d'alguna cosa que la persona va prendre, i que tot el que sent, no és més que un efecte que en algun moment arribarà a la seva fi, generant així tranquil·litat en l'individu. També és recomanable dir-li a la persona l'hora exacta en la qual l'efecte, segurament, haurà passat. Molts estan especialment preocupats per la idea que han destruït el seu cervell, que són ells mateixos els que s'han emportat a la bogeria i que seran incapaces de tornar al seu estat normal. El seu trasllat a un centre mèdic ha de realitzar-se tenint en compte les premisses anteriors.

## Classificació dels al·lucinògens
Els al·lucinògens es classifiquen segons la seua estructura química i la seua similitud amb determinats neurotransmissors del sistema nerviós central:
- Relacionats amb l'àcid lisèrgic: Estan relacionats amb els alcaloides de la banya del sègol. Entre aquests, són destacables:
  - l'àcid lisèrgic
  - l'ergotamina i 
    - la dietilamida de l'àcid lisèrgic, també anomenat lisergida, LSD-25 o LSD.
- Relacionats amb les catecolamines: Destaquen:
  - la mescalina (alcaloide del peiot -Lophophora williamsii-)
  - l'elemicina i la miristicina (alcaloides de la nou moscada) i
  - les amfetamines al·lucinògenes com són:
    - la PMA,
    - els isòmers de la DMA (p-metoxi i dimetoxiamfetamines) i
    - la DOM o STP (dimetoximetamfetamina).
- Relacionats amb la serotonina (5-HT)
  - Derivats indòlics o de la triptamina
    - Psilocibina i Psilocina (alcaloides dels anomenats fongs al·lucinògens -gèneres Psilocybe, Stropharia i Paneolus-)
    - Bufotenina (alcaloide de la pell dels anomenats gripaus al·lucinògens)
    - DMT (N,N-dimetiltriptamina) i DET (N,N-dietiltriptamina)

  - Alcaloides de l'harmala, continguts a la beguda al·lucinògena Ayahuasca: harmina, harmalina i harmalol.
  - Alcaloides de l'Amanita muscaria: àcid ibotènic i muscimol
  - Tots els antagonistes muscarínics naturals a dosis altes.
- Altres al·lucinògens sintètics amb ample espectre d'efectes subjectius
  - Ketamina: també anomenat vulgarment K, Special K, Keta o Vitamina K
  - Fenciclidina: també anomenada PCP i vulgarment Pols d'àngel

## Llista de plantes amb efecte al·lucinogen
- - Argyreia nervosa
  - Atropa belladonna
  - Cannabis sativa
  - Catha edulis
  - Corynante yohimbe
  - Datura innoxia
  - Datura meteliodes
  - Datura stramonium
  - Ephedra sp.
  - Humulus lupulus
  - Hyoscyamus niger
  - Ilex paraguayensis
  - Ipomoea violacea
  - Lactuca virosa
  - Lophophora williamdii
  - Mandragora officinarum
  - Maytenus senegalensis
  - Mimosa pudica
  - Papaver somniferum
  - Peganum harmala
  - Piper methysticum,  d'on es treu el Kava. Beguda originària de les illes del pacífic preparada a partir de les arrels de l'arbust. Aquestes normalment s'assequen i es baregen amb aigua potable o aigua de coco.[2]
  - Salvia divinorum
  - Solanum nigrum
  - Tabernanthe iboga
  - Trichocereus sp.